# Guangzhou Challenger
Il Guangzhou Challenger è stato un torneo professionistico di tennis giocato su campi in cemento. Faceva parte dell'ATP Challenger Series. Si giocava annualmente a Canton in Cina.

## Albo d'oro

### Singolare
| Anno       | Campione      | Finalista           | Punteggio     |
| ---------- | ------------- | ------------------- | ------------- |
| 1992       | Leander Paes  | Richard Matuszewski | 6–3, 6–3      |
| 1991- 1989 | Non disputato | Non disputato       | Non disputato |
| 1988       | Gap-Taik Ro   | Peter Carter        | 7–5, 6–2      |

### Doppio
| Anno       | Campioni                       | Finalisti                         | Punteggio     |
| ---------- | ------------------------------ | --------------------------------- | ------------- |
| 1992       | Kent Kinnear Christian Saceanu | Richard Matuszewski John Sullivan | 6–7, 6–3, 6–4 |
| 1991- 1989 | Non disputato                  | Non disputato                     | Non disputato |
| 1988       | Steve DeVries John Sobel       | Joseph Russell Andrew Sproule     | 7–6, 4–6, 6–4 |